# موسى جليل

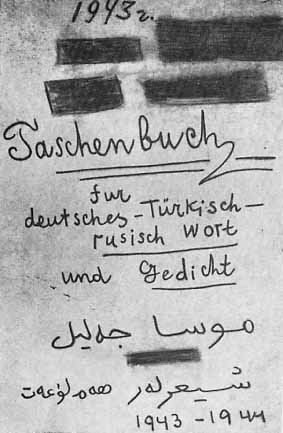
مذكرات موسى جليل وتظهر التوقيع بالخط العربي.

موسى جليل (بالتتارية بحروف عربية: موسا جه ليل) (ياڭاليف:Musa Çəlil) (بالأحرف السيريلية: Муса Җәлил) شاعر ومقاوم روسي تتري سوفيتي (1906 – 1944) . هو الشاعر الوحيد الذي منح في وقت واحد أعلى وسامين من الحكومة السوفيتية: أولهما بطل الاتحاد السوفيتي عن الشجاعة والتفاني في خدمة الوطن، وثانيهما جائزة لينين.
يعتبر من أكبر الشعراء والكتاب في الأدب التتري.
تخرج في كلية الآداب في جامعة موسكو عام 1931، وترأس تحرير العديد من الصحف الأدبية. ثم ترأس قسم الأدب في الصحيفة الشيوعية التترية المركزية. ونشر في عام 1934 مجموعتين شعريتين، ويتميز أسلوبه بالأدبي بالغنائية الكاملة المفعمة بروح التفاؤل.
عاش في أماكن مختلفة في الاتحاد السوفيتي، وعمل في عدة وظائف. كتب أيضا عدة قصائد ملحمية مثل «ساعي البريد» عام 1938. وكذلك عدة مسرحيات. ورأس في عامي 1939 و1940 اتحاد الكتاب التتر التابع لاتحاد الكتاب السوفيت.
وحين اجتاحت الجيوش النازية الاتحاد السوفيتي في يونيو 1941، تطوع كاليل للجيش الأحمر. وعمل مراسلا حربيا في جبهة فولكوف لصحيفة أوتفاغا. وكتب في تلك الفترة القصائد الوطنية التي تعبر عن مشاعر الناس في الحرب.
تم أسره من قبل النازيين في عام 1943 وحكم عليه بالإعدام مع العديد من رفاقه التتر. ونفذ حكم الإعدام بالمقصلة في عام 1944 في سجن بلوتسنزيه، ودفن في مقبرة جماعية.